# Sintula orientalis
Sintula orientalis is een spinnensoort in de taxonomische indeling van de hangmatspinnen (Linyphiidae).
Het dier behoort tot het geslacht Sintula. De wetenschappelijke naam van de soort werd voor het eerst geldig gepubliceerd in 1991 door Robert Bosmans.